# Ninetta Vad
Dans le nom hongrois Vad Ninetta, le nom de famille précède le prénom, mais cet article utilise l’ordre habituel en français Ninetta Vad, où le prénom précède le nom.
Ninetta Vad, née le 16 février 1989 à Budapest, est une kayakiste hongroise.
Elle a remporté 6 médailles aux championnats du monde entre 2010 et 2017 et 4 au niveau européen.
Aux Jeux européens de Bakou 2015, elle remporte deux médailles : la médaille d'or au K4 500 mon bronze au K2 500 m.
Malgré son palmarès, elle ne participe pas aux jeux olympiques d'été de 2012 à Londres où le K-4 fut sacré championne olympique.

## Palmarès

### Championnats du monde
- 2017 à Račice
  -  Médaille d'or en K4 500 mètres
- 2014 à Moscou
  -  Médaille d'or en K2 200 mètres
  -  Médaille d'or en K4 500 mètres
- 2013 à Duisbourg
  -  Médaille d'or en relais K1 4x200 mètres
  -  Médaille d'or en K4 500 mètres
- 2010 à Poznań
  -  Médaille d'argent en relais K1 4x200 mètres

### Championnats d'Europe
- 2017 à Plovdiv
  -  Médaille d'or en K4 500 mètres
- 2014 à Brandebourg-sur-la-Havel
  -  Médaille d'or en K4 500 mètres
  -  Médaille d'argent en K2 200 mètres
- 2012 à Zagreb
  -  Médaille d'argent en K2 1 000 mètres

### Jeux européens
- 2015 à Bakou
  -  Médaille d'or en K4 500 mètres
  -  Médaille de bronze en K2 500 mètres